# Steve Furniss
Steve Furniss (n. 21 decembrie 1952, Madison, Wisconsin, SUA) este un înotător ce a reprezentat Statele Unite ale Americii, medaliat olimpic. A participat la o ediție a Jocurilor Olimpice (1972) în care a câștigat două medalii de bronz.